# Marsfield, New South Wales

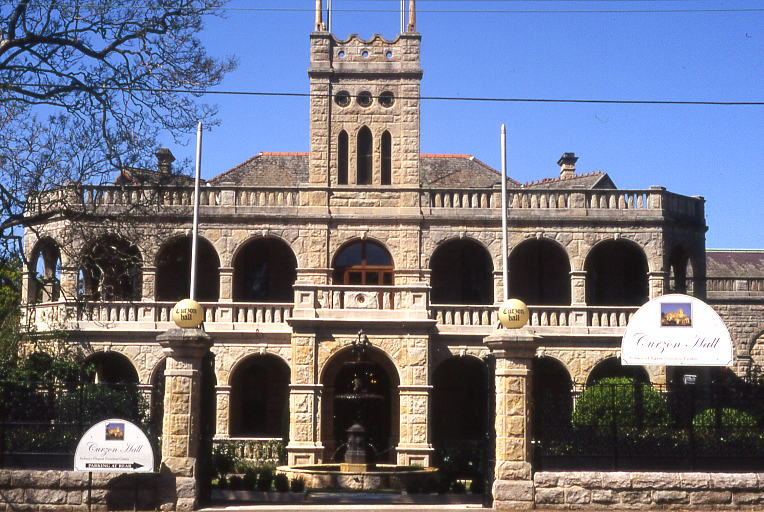
Curzon Hall, Agincourt Road

Marsfield este o suburbie în Sydney, Australia.